# Soirée de combat UFC : Edwards contre Brady
UFC Fight Night: Edwards contre Brady (également connu sous le nom d'UFC Fight Night 255 et UFC sur ESPN+ 113 ) est un événement d'arts martiaux mixtes produit par l'Ultimate Fighting Championship qui a eu lieu le 22 mars 2025 , à l'O 2 Arèna à Londres, en Angleterre. 

## Contexte
L'événement a marqué la 16e visite de la promotion à Londres et la première depuis l'UFC Fight Night : Aspinall vs. Tybura en juillet 2023. 
Un combat de poids welters entre l'ancien champion des poids welters de l'UFC, Leon Edwards, et Jack Della Maddalena devait initialement être la tête d'affiche de l'événement. Cependant, Della Maddalena a été retiré de la compétition afin d'affronter l'actuel champion des poids welters Belal Muhammad à l'UFC 315 et a été remplacé par Sean Brady. 
Un combat de poids mi-lourds entre Alonzo Menifield et Oumar Sy était prévu pour cet événement. Cependant, Sy s'est retiré du combat en raison d'une blessure, donc Menifield a été déplacé à l'UFC Fight Night : Cejudo vs. Song en février contre le nouveau venu promotionnel Julius Walker. 
Un combat de poids paille féminin entre Molly McCann et Istela Nunes était prévu pour cet événement. Cependant, Nunes s'est retirée du combat pour des raisons inconnues et a été remplacée par la nouvelle venue promotionnelle Alexia Thainara. 

## Résultats
| Carte principale (ESPN+)   | Carte principale (ESPN+) | Carte principale (ESPN+) | Carte principale (ESPN+) | Carte principale (ESPN+)                 | Carte principale (ESPN+) | Carte principale (ESPN+) | Carte principale (ESPN+) |
| Catégorie                  |                          |                          |                          | Méthode                                  | Round                    | Chrono.                  | Notes                    |
| -------------------------- | ------------------------ | ------------------------ | ------------------------ | ---------------------------------------- | ------------------------ | ------------------------ | ------------------------ |
| Poids Welter               | Sean Brady               | déf.                     | Leon Edwards             | Soumission (étranglement guillotine)     | 4                        | 1:39                     |                          |
| Poids Lourds-légers        | Carlos Ulberg            | déf.                     | Jan Błachowicz           | Décision (unanime) (29–28, 29–28, 29–28) | 3                        | 5:00                     |                          |
| Poids Welter               | Kevin Holland            | déf.                     | Gunnar Nelson            | Décision (unanime) (29–28, 29–28, 29–28) | 3                        | 5:00                     |                          |
| Poids Pailles Femmes       | Alexia Thainara          | déf.                     | Molly McCann             | Soumission (étranglement rear-naked)     | 1                        | 4:32                     |                          |
| Poids Légers               | Chris Duncan             | déf.                     | Jordan Vucenic           | Soumission (étranglement guillotine)     | 2                        | 3:42                     |                          |
| Poids Plumes               | Nathaniel Wood           | déf.                     | Morgan Charrière         | Décision (unanime) (30–27, 30–27, 30–27) | 3                        | 5:00                     |                          |
| Carte préliminaire (ESPN+) |                          |                          |                          |                                          |                          |                          |                          |
| Poids Légers               | Chris Padilla            | déf.                     | Jai Herbert              | Décision (divisée) (29–28, 28–29, 29–28) | 3                        | 5:00                     |                          |
| Poids Mouches              | Lone'er Kavanagh         | déf.                     | Felipe dos Santos        | Décision (unanime) (29–28, 29–28, 29–28) | 3                        | 5:00                     |                          |
| Poids Lourds               | Marcin Tybura            | déf.                     | Mick Parkin              | Décision (unanime) (29–28, 29–28, 29–28) | 3                        | 5:00                     |                          |
| Poids Moyens               | Christian Leroy Duncan   | déf.                     | Andrey Pulyaev           | Décision (unanime) (30–27, 30–27, 30–26) | 3                        | 5:00                     |                          |
| Poids Paille Femmes        | Shauna Bannon            | déf.                     | Puja Tomar               | Soumission (clé de bras)                 | 2                        | 3:22                     |                          |
| Poids Coq                  | Caolán Loughran          | déf.                     | Nathan Fletcher          | Décision (divisée) (29–28, 29–28, 28–29) | 3                        | 5:00                     |                          |
| Poids Légers               | Kauê Fernandes           | déf.                     | Guram Kutateladze        | Décision (unanime) (30–27, 30–27, 30–27) | 3                        | 5:00                     |                          |

## Récompenses bonus
Les combattants suivants ont reçus chacun un bonus de 50 000$ :
- Combat de la soirée : Pas de bonus attribué.
- Performance de la soirée : Sean Brady, Kevin Holland, Alexia Thainara et Shauna Bannon